# Люлька миру

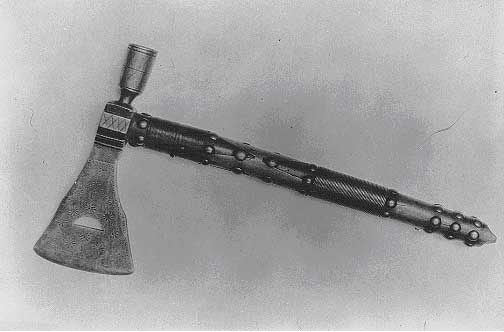
Томагавк на кінці якого люлька миру

Лю́лька ми́ру — один з культурних символів американських індіанців, що став загальносвітовим терміном. Вираз «викурити люльку миру» — означає укласти мирні угоди. Вислів пішов від індіанського обряду завершення війни, коли ворогуючі вожді та представники племен сідали поруч і пускали «на круг» курильну люльку. Цей звичай став відомим багато в чому завдяки книгам і кінематографу.
Іноді в ручці сокири висвердлюються наскрізний отвір по всій довжині, а на кінці — виїмка для тютюну. Таким чином, томагавком можна було користуватися як курильною люлькою. Такі томагавки використовувалися в дипломатії як дари, тому що являли собою яскравий символ: з одного боку люлька миру, з іншого — сокира війни.